# Beaumont-la-Ferrière
Beaumont-la-Ferrière je francouzská obec v departementu Nièvre v regionu Bourgogne-Franche-Comté . K 1. lednu 2022 měla se 119 obyvatel. V rámci administrativního členění patří do obvodu Cosne-Cours-sur-Loire a kantonu La Charité-sur-Loire. Obyvatelům obce se ve francouzštině říká Beaumontois a Beaumontoises.

## Poloha
Beaumont-la-Ferrière leží asi 19 kilometrů severovýchodně od Nevers v Nièvre.
Sousední obce Beaumont-la-Ferrière jsou La Celle-sur-Nièvre na severozápadě a severu, Dompierre-sur-Nièvre na severu a severovýchodě, Prémery na východě, Sichamps na jihovýchodě, Poiseux na jihu, Saint-Aubin-les-Forges na jihu a jihozápadě a Murlin na západě.

## Počet obyvatel
| Rok                    | 1962 | 1968 | 1975 | 1982 | 1990 | 1999 | 2006 | 2011 | 2019 |
| Počet obyvatel         | 264  | 194  | 189  | 195  | 157  | 144  | 138  | 130  | 121  |
| Zdroje: Cassini; INSEE |      |      |      |      |      |      |      |      |      |

## Památky
- Kostel Saint-Léger z 15. století
- Zámek Sauvages ze 16. století, od roku 1987 zapsán jako Monument historique.
- Rodný dům Achilla Milliena, vystavěn roku 1860, fasáda od roku 1929 zapsána jako Monument historique.
- Vysoká pec Bourgneuf z 19. století, od roku 1971 zapsaná jako Monument historique.
- Hřbitov z 18. století, vstupní brána od roku 1959 zapsána jako Monument historique.

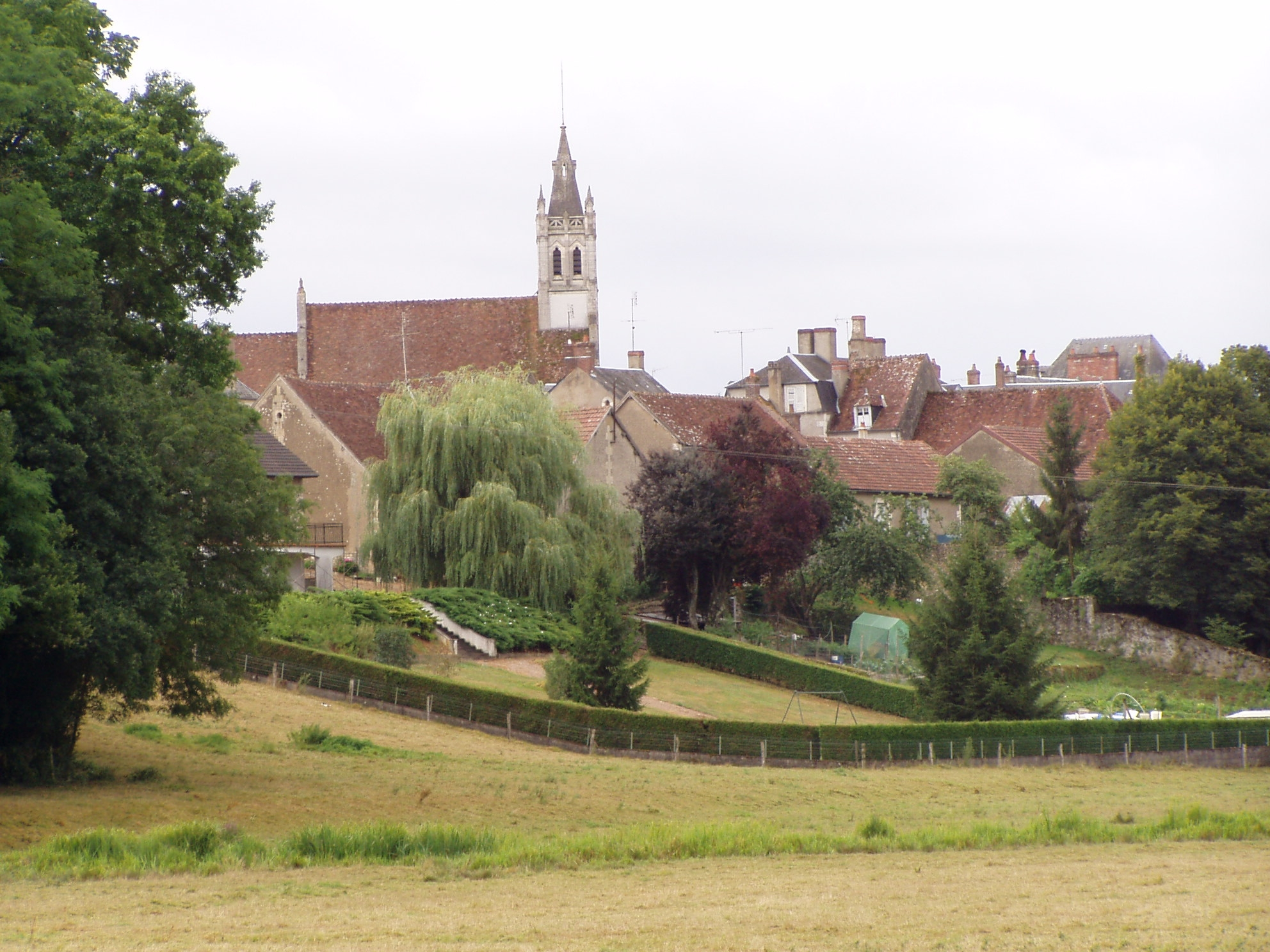
Kostel Saint-Léger
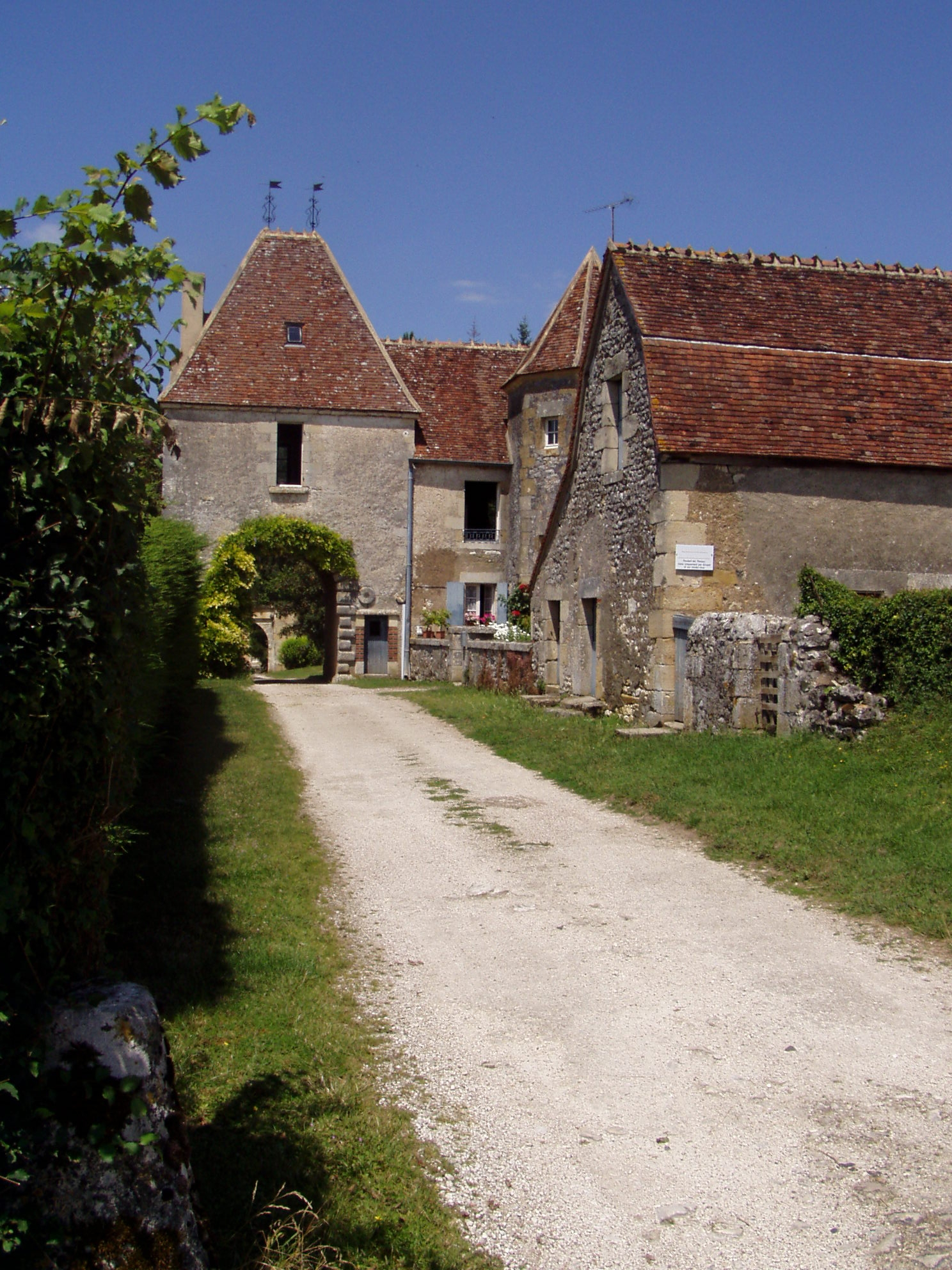
Zámek Sauvages
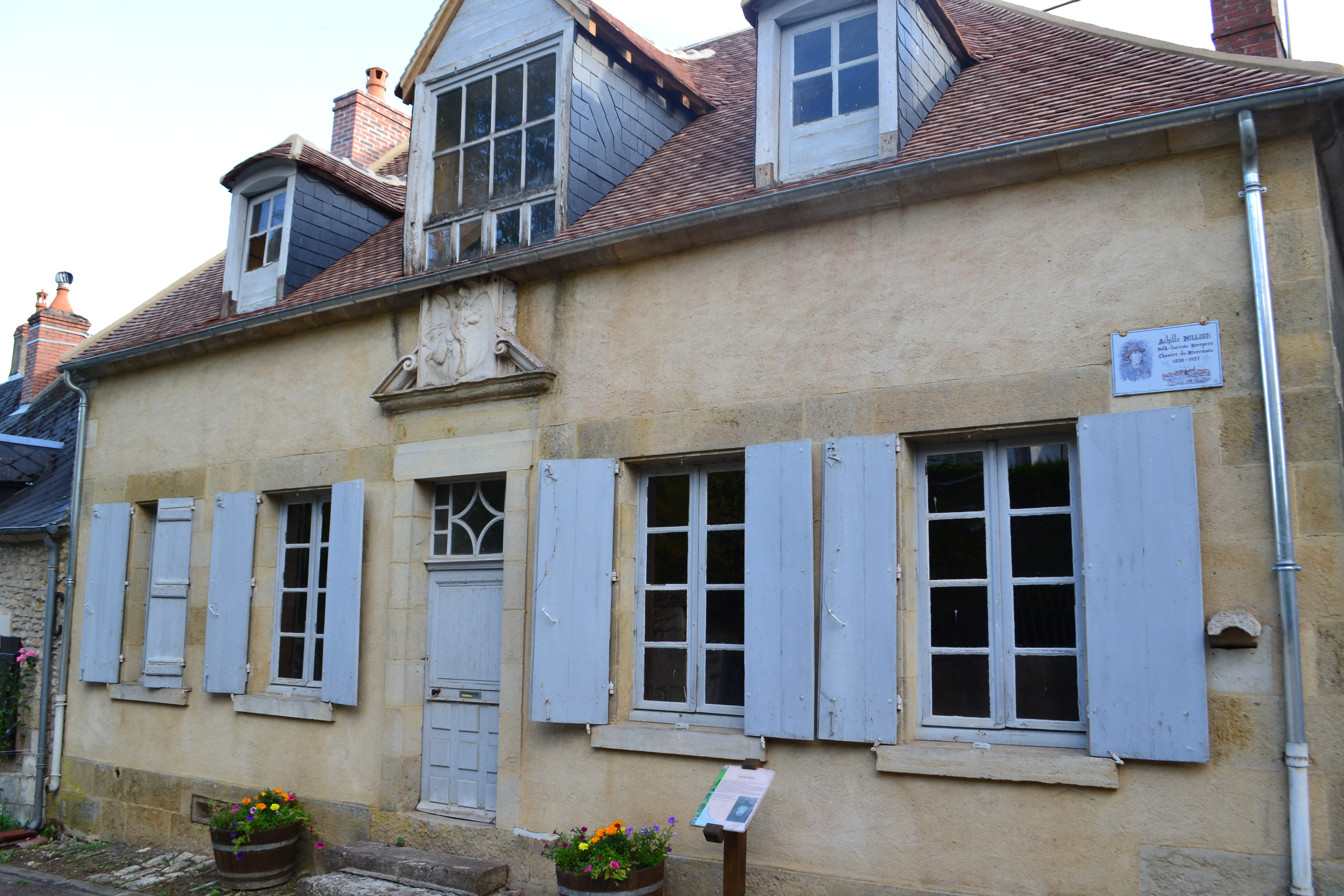
Rodný dům Achilla Milliena
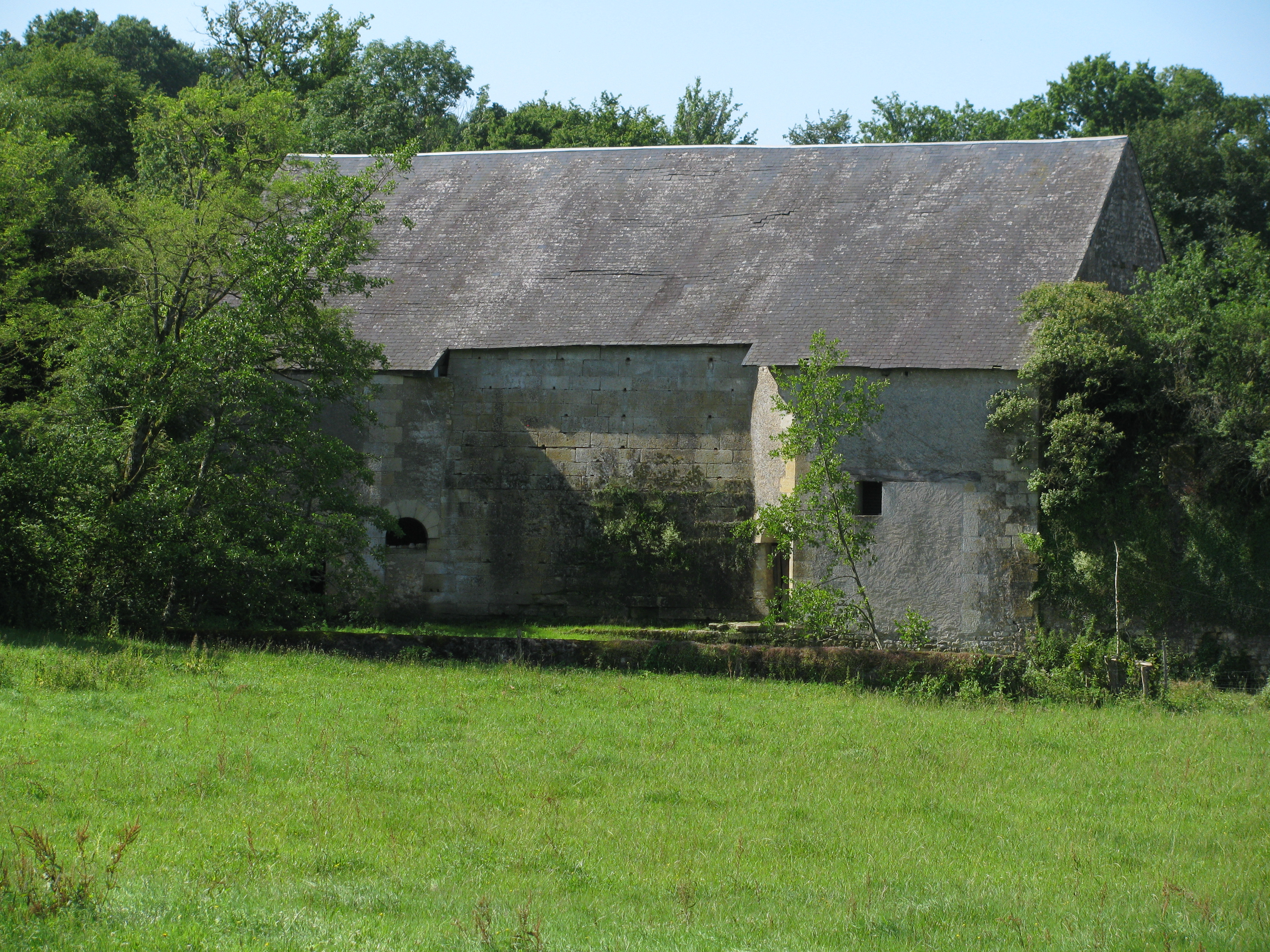
Vysoká pec Bourgneuf
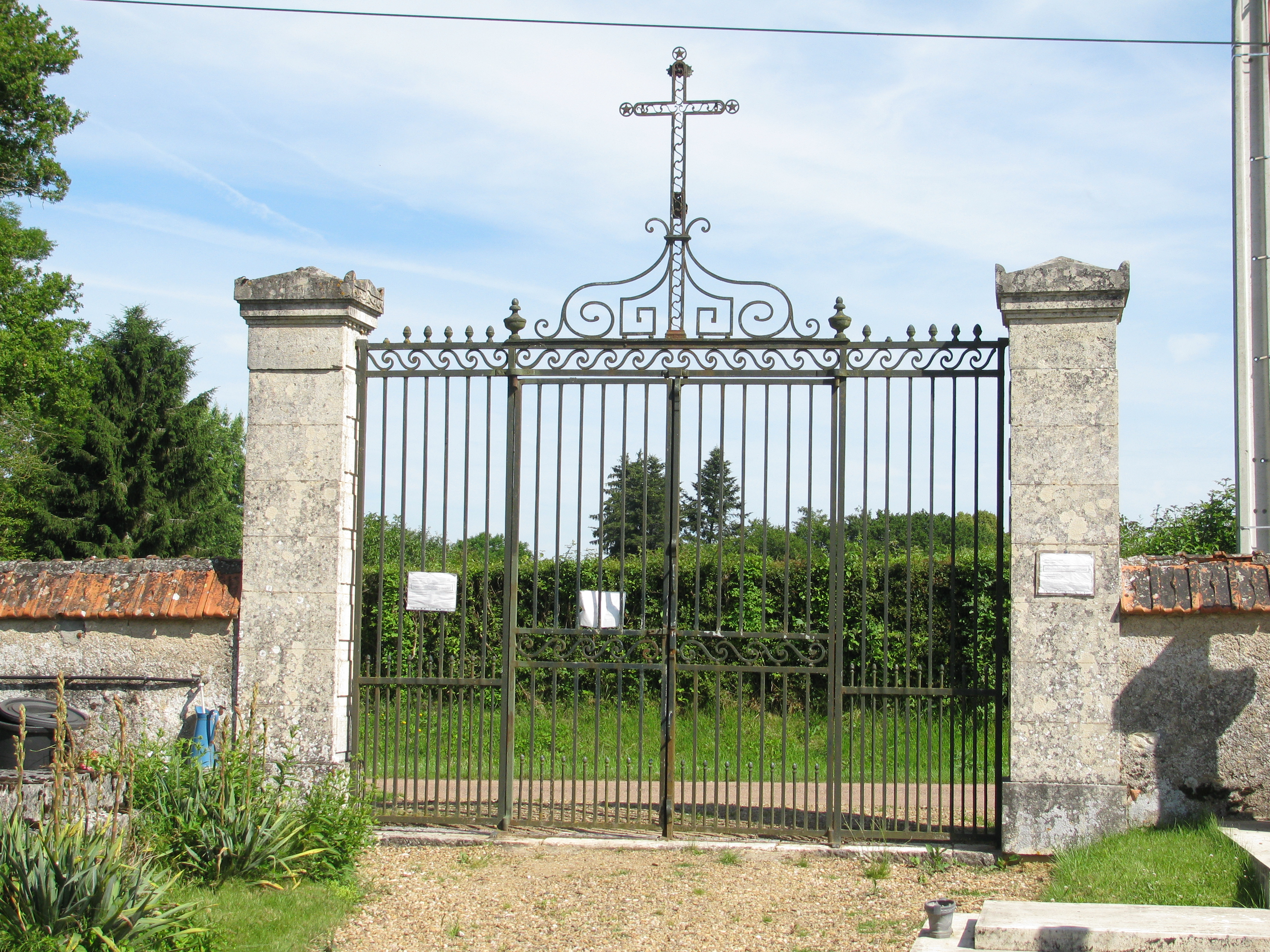
Vstup na hřbitov